# Faustino di Potentia
Faustino (IV – V secolo) è stato un vescovo romano.
Vescovo di Potentia (antica città romana sull'Adriatico) dal 418 al 422, e primo vescovo documentato del Piceno, fu legato del papa Zosimo al concilio di Cartagine del 25 maggio 419.

Qui fu latore delle decisioni del papa contro il decreto di Urbano, vescovo di Sicca e discepolo di Sant'Agostino, che aveva scomunicato il sacerdote Apiario; quest'ultimo, in seguito all'intervento della delegazione guidata da Faustino, che si appellò ad un controverso canone del concilio di Nicea, venne reintegrato,  dopo aver posto formali scuse, e trasferito alla diocesi di Tabraca.
Qui venne nuovamente scomunicato per il suo comportamento ed a nulla valse il nuovo intervento di Faustino, inviato stavolta da papa Celestino I. Nell'occasione vennero riaffermate le prerogative giurisdizionali della Chiesa africana, e venne a malapena evitato lo scisma.

Secondo il Santarelli, le notizie che Sant'Agostino riporta sull'esistenza di una reliquia di Santo Stefano (una pietra che ne colpì il gomito) in Santa Maria della Piazza ad Ancona, erano state apprese dallo stesso Faustino durante uno dei concili cartaginesi.